# Kielmeyera sigillata
Kielmeyera sigillata là một loài thực vật có hoa trong họ Calophyllaceae. Loài này được Saddi mô tả khoa học đầu tiên năm 1984.